# А-91
А-91 — советский стрелково-гранатомётный комплекс, разработанный в КБП в начале 1990-х годов. Существует экспортный вариант 5,56А-91, отличающийся использованием патронов 5,56×45 мм вместо 5,45×39 мм, а также модернизированный вариант А-91М (различие в этих образцах заключается лишь в разнице установки 40-миллиметрового гранатомёта).

## Описание
Комплекс состоит из 5,45 мм автомата и 40-мм подствольного гранатомёта (в ранних образцах гранатомёт размещался над стволом). Автоматика работает за счёт отвода пороховых газов из канала ствола, запирание ствола осуществляется поворотом затвора. Автомат построен по компоновке булл-пап, при этом были решены одни из наиболее существенных недостатков данной компоновки — смещение центра масс оружия и близкое к лицу стрелка расположение экстрактора, приводящее к тому, что оружием, предназначенным для использования правшами, не могут пользоваться левши, поскольку раскалённые стреляные гильзы летят им в лицо. Первый недостаток устранил подствольный гранатомёт, а для выброса гильз был сделан особый канал, по которому гильзы проводились вперёд и выводились наружу с правой стороны рядом с пистолетной рукояткой. Позже похожая схема выброса гильз была применена в бельгийской винтовке FN F2000. Закрытость ствольной коробки также защищает её от попадания грязи, что положительным образом сказывается на надёжности.
Оружие имеет рукоятку для переноски, под которой расположена укреплённая на штоке поршня рукоятка заряжания, способная отклоняться в обе стороны. В рукоятку встроен целик, а мушка на высоком основании расположена на стволе. Трёхпозиционный предохранитель-переводчик режимов стрельбы расположен справа на ствольной коробке над гнездом для магазина и позволяет вести огонь одиночными выстрелами и непрерывными очередями. Цевьё и пистолетная рукоятка составляют единое целое с пластмассовым корпусом. На прикладе расположен резиновый затыльник, смягчающий отдачу.
Подствольный гранатомёт имеет собственный прицел, смонтированный слева, а также спусковой крючок, расположенный перед автоматным. Гранатомётный узел выполнен сменным.
Однако вскоре автомат был модернизирован путём перемещения гранатомёта под ствол оружия, что положительно сказалось на балансировке оружия и удобстве стрельбы из гранатомёта, а также позволило установить на ствол А-91 мушку на высоком основании, удлинив, таким образом, линию прицеливания. Модернизированная модель известна с обозначением А-91М.
В качестве экспортной создана модификация 5,56А-91 под патроны 5,56х45. Главное отличие заключается в конструкции ствола, поворотного затвора и магазина (с пластмассовым корпусом), но изменён и ряд других частей и узлов — в частности, шток газового поршня, секторный прицел. Прицельная дальность стрельбы — до 500 м. Узел с гранатомётом может заменяться на узел обычного цевья.
На базе А-91 разработан автомат АДС, способный работать под водой.

## Достоинства
- Компактность при полноразмерном автомате
- Отвод пороховых газов от лица стрелка
- Приклад снабжён резиновым затыльником, смягчающим отдачу
- Возможность использования при стрельбе с правой и левой руки
- Высокая надёжность

## Недостатки
- Прицельные приспособления автомата располагаются на ручке для переноски оружия, что делало прицельную линию очень короткой (устранено в варианте A-91M)
- Большой вес оружия при достаточно активном использовании пластика в конструкции автомата
- Переводчик режимов огня расположен над магазином оружия, что делает его переключение достаточно затруднительным
- Магазин оружия очень близко расположен к стрелку, что делает его замену не совсем удобной[3]

## В видеоиграх
- Battlefield 3
- Battlefield Play4Free
- Battlefield 4
- Battlefield 2042
- SOCOM: US Navy SEALs Fireteam Bravo 3
- Soldner: Secret Wars
- Tom Clancy's Ghost Recon: Future Soldier
- Girls' Frontline